# Невеж (Куявсько-Поморське воєводство)
Невеж (пол. Niewierz, нім. Neuheim) — село в Польщі, у гміні Бродниця Бродницького повіту Куявсько-Поморського воєводства.
Населення — 292 особи (2011).
У 1975-1998 роках село належало до Торунського воєводства.

## Демографія
Демографічна структура станом на 31 березня 2011 року:
|          | Загалом | Допрацездатний вік | Працездатний вік | Постпрацездатний вік |
| -------- | ------- | ------------------ | ---------------- | -------------------- |
| Чоловіки | 149     | 36                 | 100              | 13                   |
| Жінки    | 143     | 30                 | 83               | 30                   |
| Разом    | 292     | 66                 | 183              | 43                   |